# Pantoporia sauteri
Pantoporia sauteri är en fjärilsart som beskrevs av Hans Fruhstorfer 1913. Pantoporia sauteri ingår i släktet Pantoporia och familjen praktfjärilar. Inga underarter finns listade i Catalogue of Life.